# Куп Републике Српске у фудбалу 2012/13.
Куп Републике Српске у фудбалу 2012/13. је двадесета сезона овог такмичења које се одржава на територији Републике Српске у организацији Фудбалског савеза Републике Српске. Прво такмичење је одржано у сезони 1993/94.
У Купу Републике Српске учествују фудбалски клубови са подручја Републике Српске. Клубови нижег нивоа такмичења морају у оквиру подручних савеза изборити учешће у Купу. Такмичењу се од шеснаестине финала прикључују и клубови из Прве лиге Републике Српске и клубови Републике Српске који се такмиче у Премијер лиге Босне и Херцеговине.
Парови се извлаче жријебом. До полуфинала се игра по једна утакмица, у полуфуналу двије а финална утакмица се игра на стадиону одређеном накнадно или се играју двије утакмице.

## Осмина финала
- Утакмице су игране 10. октобра 2012.[2]

| Утак. | Клуб, Место             | Резултат       | Клуб, Место           |
| ----- | ----------------------- | -------------- | --------------------- |
| 1     | ФК Власеница, Власеница | 0:1            | Рудар, Приједор       |
| 2.    | Невесиње, Невесиње      | 0:3            | Јединство, Жеравица   |
| 3.    | Сутјеска, Фоча          | 2:2, 5:4пенали | Слобода, Мркоњић Град |
| 4.    | Рудар, Угљевик          | 2:0            | Козара, Градишка      |
| 5.    | Пролетер, Теслић        | 2:1            | Љубић Прњавор         |
| 6.    | Младост, Котор Варош    | 1:3            | Дрина, Зворник        |
| 7.    | Козара, Доњи Орловци    | 0:2            | Борац, Бања Лука      |
| 8.    | Дрина, Вишеград         | 0:1            | Радник, Бијељина      |

## Четвртфинале
- Утакмице су одигране 7. новембра 2012.

| Утак. | Клуб, Место         | Резултат      | Клуб, Место      |
| ----- | ------------------- | ------------- | ---------------- |
| 1     | Дрина, Зворник      | 0:0 5:4пенали | Рудар Приједор   |
| 2.    | Јединство, Жеравица | 1:2           | Борац, Бања Лука |
| 3.    | Пролетер, Теслић    | 2:0           | Сутјеска, Фоча   |
| 4.    | Рудар, Угљевик      | 0:2           | Радник, Бијељина |

## Полуфинале
| Утак. | Клуб, Место      | Укупан резултат | Клуб, Место      | 1. утак. 17. април | 2. утак. 15. мај 2013. |
| ----- | ---------------- | --------------- | ---------------- | ------------------ | ---------------------- |
| 1.    | Борац, Бања Лука | 3:2             | Дрина Зворник    | 3:1                | 0:1                    |
| 2.    | Радник, Бијељина | 1:3             | Пролетер, Теслић | 2:0                | 3:1                    |

## Финале
Прва утакмица финала играна је у Бијељини 30. маја, а друга у Бањој Луци 2. јуна 2013. године.
| Утак. | Клуб, Место      | Резултат         | Клуб, Место      |
| ----- | ---------------- | ---------------- | ---------------- |
| 1.    | Радник, Бијељина | 0:1              | Борац, Бања Лука |
| 2.    | Борац, Бања Лука | 0:1 (2:4 пенали) | Радник, Бијељина |

| Победник Купа Републике Српске у фудбалу 2012/13. |
| ------------------------------------------------- |
| ФК Радник Бијељина 2. титула                      |